# Peter Gartmayer
Peter Gartmayer (* 25. Februar 1978 in Filderstadt, Deutschland) ist ein österreichischer Beachvolleyballspieler.

## Karriere
Gartmayer spielte von 1999 bis 2005 mit Robert Nowotny. Das Duo nahm an den Olympischen Spielen 2004 teil und erreichte im gleichen Jahr vier Top-10-Ergebnisse bei FIVB-Turnieren. Gartmayers neuer Partner wurde Clemens Doppler. Das von Marco Solustri trainierte Team wurde 2007 Europameister, belegte den neunten Rang bei der WM in Gstaad und schaffte diverse Top-10-Platzierungen bei FIVB-Turnieren. 2008 qualifizierten sich Doppler/Gartmayer für die Olympischen Spiele in Peking und erreichten dort das Achtelfinale.
In der Saison 2010/11 begann er seine Karriere als Co-Trainer des SVS Schwechat Wien (Austrian National League Damen).